# تاکسی شراکتی

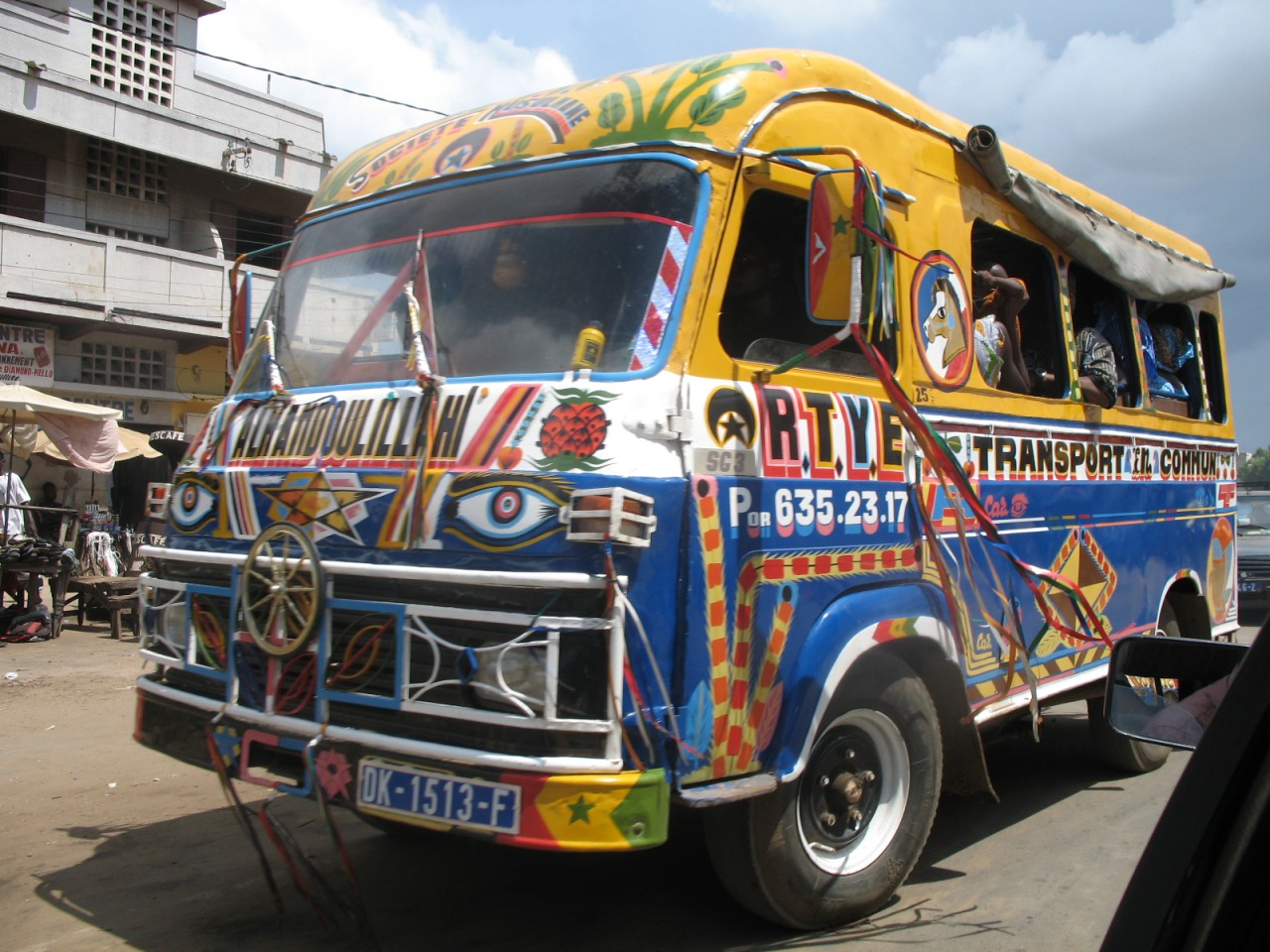
یک تاکسی شراکتی در سنگال

تاکسی شراکتی یا تاکسی اشتراکی نوعی خدمات حمل و نقل عمومی است که در آن یک دستگاه تاکسی هم‌زمان می‌تواند توسط چند مسافر مختلف مورد استفاده قرار گیرد. استفاده از تاکسی‌های شراکتی در کشورهای در حال توسعه رایج است. وسیله نقلیه ای که به عنوان تاکسی شراکتی مورد استفاده قرار می‌گیرد معمولاً خودرویی بین یک تاکسی تا یک اتوبوس است و می‌تواند شامل ون و مینی بوس هم شود. انجمن بین‌المللی حمل و نقل عمومی تاکسی شراکتی را از مصادیق حمل و نقل غیررسمی تعریف کرده‌است.

## شیوه کار
تاکسی‌های خطی ممکن است دارای پایانه مسافربری باشند و شروع و پایان هر مسیر به یک پایانه ختم شود. با سوار شدن تعدادی مسافر یا تکمیل شدن ظرفیت، تاکسی حرکت خواهد کرد.
شیوه رایج دیگر، گردش تاکسی شراکتی در خیابانها و سوار و پیاده کردن مسافر در هر نقطه احتمالی است. در ایران، این شیوه رواج بیشتری دارد. تاکسی گردشی در مسیرهای مجاز حرکت می‌کند و مسافرانی که در مسیر آن قرار می‌گیرند می‌توانند از تاکسی استفاده کنند.
معمولاً مسیر تاکسی‌های شراکتی مشخص است و مسافرانی که هم مسیر با آن تاکسی باشند سوار می‌شوند. گاه مسیر مشخصی وجود ندارد و راننده بر اساس مسیر اولین مسافر، نسبت به مسافرگیری‌های بعدی اقدام می‌کند.

### مالکیت خودرو
معمولاً مالکیت تاکسی شراکتی به یک شرکت یا فرد تعلق دارد. راننده تاکسی می‌تواند مالک خودرو باشد یا در آن سهیم باشد یا فقط نقش راننده را داشته باشد. ممکن است راننده، تاکسی را از فرد یا شرکت دیگری کرایه کند.

## اتحادیه
در برخی از مکان‌ها مانند برخی از شهرهای آفریقایی و همچنین هنگ کنگ به اشتراک گذاری تاکسی مینی بوس تحت نظارت سندیکاهای کارگری یا مسیر خاص است. در ایران نیز سازمان‌های تاکسیرانی زیر نظر شهرداری فعالیت می‌کنند.

## برپایۀ مکان

### ایران

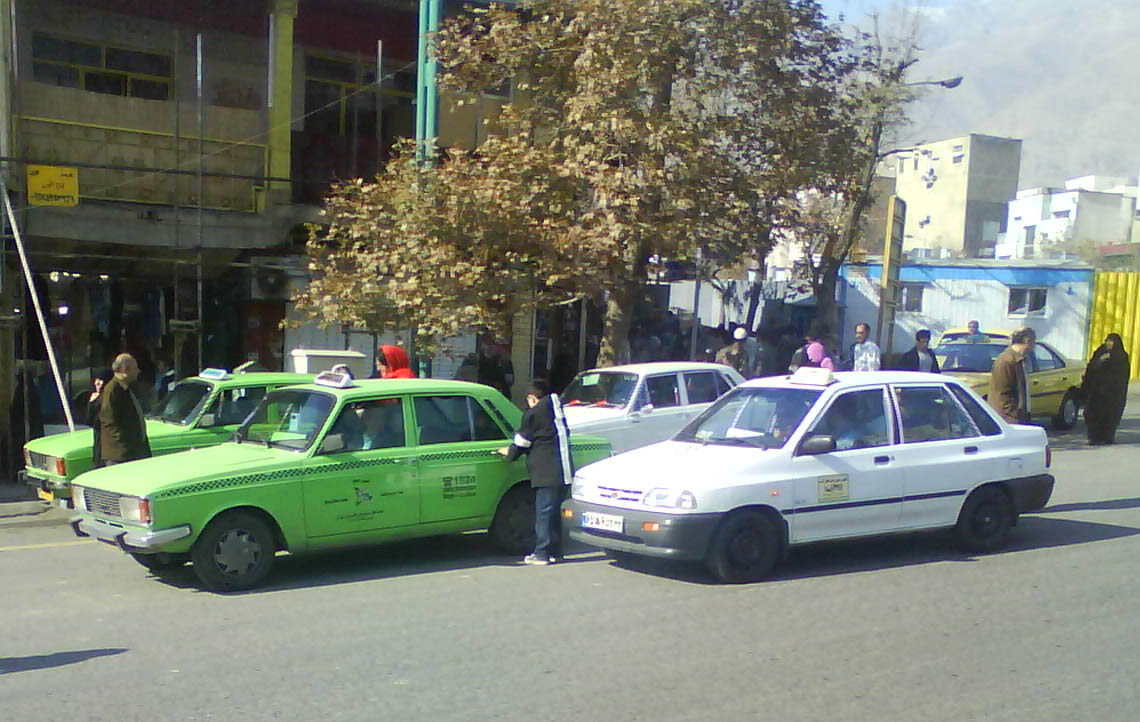
یک تاکسی و یک خودروی شخصی در تهران.

در ایران، معمولاً به تاکسی اشتراکی «تاکسی» می‌گویند، در حالی که به تاکسی غیر اشتراکی «آژانس» یا «سرویس» می‌گویند. چهار مسافر در یک تاکسی به صورت مشترک سوار می‌شوند و گاهی اوقات هیچ پایانه‌ای وجود ندارد و آنها در کنار خیابان منتظر می‌مانند و مقصد خود را به همه تاکسی‌ها اعلام می‌کنند تا یکی از آنها توقف کند. اینها تاکسی‌های معمولی هستند، اما اگر کسی بخواهد تاکسی غیر اشتراکی بگیرد، می‌تواند برای خودش یک آژانس (سرویس تاکسی) درخواست کند یا در کنار خیابان منتظر بماند و بگوید «دربست» (به معنی غیر اشتراکی). این بدان معناست که او علاقه‌ای به اشتراک تاکسی ندارد و در نتیجه حاضر است برای این امتیاز هزینۀ بیشتری بپردازد. مینی بوس‌ها با ظرفیت ۱۸ مسافر و تاکسی‌های ون با ظرفیت ۱۰ مسافر، انواع دیگری از حمل و نقل اشتراکی در ایران هستند.
نوع دیگر تاکسی در ایران، «مسافرکشی» یا «مسافربری شخصی» است که به شغلی گفته می‌شود که در آن راننده به جابجایی مسافر با استفاده از خودروی شخصی خود و نه وسایل نقلیه عمومی مانند تاکسی می‌پردازد. مسافرکشی خارج از نظارت نهادهای عمومی و سازمان‌های تاکسیرانی انجام می‌شود و منع قانونی دارد.
این پدیده در ایران و به‌ویژه در تهران بسیار رایج است و «به صورت بخشی تفکیک‌ناپذیر از سامانه حمل و نقل شهر تهران درآمده است». بر اساس مطالعه‌ای که در سال‌های ۱۳۸۳–۱۳۷۳ در تهران انجام‌شده، %۱۳ شهروندان تهران مسافرکشی می‌کنند و به‌طور مشترک با تاکسی‌ها %۲۴٫۸ از مسافران شهر را جابجا می‌کرده‌اند، عددی که از سهم %۲۰٫۴ اتوبوس‌ها بیشتر بوده‌است.